# Spieshof (Altenthann)
Spieshof ist ein Ortsteil der Gemeinde Altenthann im Oberpfälzer Landkreis Regensburg (Bayern).

## Geografische Lage
Spieshof liegt in der Region Regensburg, etwa 300 Meter östlich der Staatsstraße 2145 und ungefähr 2,5 Kilometer südwestlich von Altenthann.

## Geschichte
Spieshof wurde 1610 erstmals als einschichtiges Gut der Hofmark Adlmannstein schriftlich erwähnt. Es gehörte bis ins 18. Jahrhundert zu dieser Hofmark.
Zum Stichtag 23. März 1913 (Osterfest) gehörte Spieshof zur Pfarrei Altenthann und hatte ein Haus und 8 Einwohner.
Am 31. Dezember 1990 hatte Spieshof zwei Einwohner und gehörte zur Pfarrei Altenthann.